# Östlig bronsduva
Östlig bronsduva (Columba delegorguei) är en afrikansk fågel i familjen duvor inom ordningen duvfåglar.

## Utseende och läte
Östlig bronsduva är en svartaktig medelstor duva med relativt kort stjärt. Hanen har en tydlig vit fläck på halsen. Honan är mer enfärgad med uppvisar vanligen rostrött på nacken. Den liknar citronduvan, men ses ej på marken som denna och har vidare mörkt ansikte. Lätet bestär av en studsande serie med låga hoande ljud.

## Utbredning och systematik
Östlig bronsduva förekommer i östra Afrika. Den delas in i två underarter med följande utbredning:
- Columba delegorguei sharpei – förekommer i sydöstra Sydsudan, Uganda, Kenya och Tanzania (inklusive Zanzibar)
- Columba delegorguei delegorguei – förekommer från Malawi till östra Zimbabwe, Moçambique och Sydafrika

## Levnadssätt
Östlig bronsduva hittas mestadels i fuktiga bergsskogar, men kan även påträffas lokalt i kustnära skog, särskilt i Sydafrika. Fågeln lever ett anspråkslöst liv uppe i trädkronorna.

## Status och hot
Arten har ett stort utbredningsområde, men tros minska i antal, dock inte tillräckligt kraftigt för att den ska betraktas som hotad. Internationella naturvårdsunionen IUCN listar arten som livskraftig (LC).

## Namn
Fågelns vetenskapliga artnamn hedrar Louis-Adulphe-Joseph Delegorgue (1814-1849), fransk jägare och naturforskare i tropiska Afrika 1839-1849.